# 安保清康
安保清康（日语：／ Abo Kiyoyasu，1843年1月30日—1909年10月27日），為日本海軍軍人，最高階位為海軍中將。榮譽是從二位勳一等男爵。原名林清康，別名謙三。

## 生平
1843年，他出生於備後國御調郡向島西村（現在的廣島縣尾道市），為醫師林光十郎第四子。於12歲那年，清康前往廣島藩學習漢學及醫術，五年後改為前往長崎藩學醫，期間曾在英國軍艦上學習兵法兩年。1865年，他轉到由何禮之創辦的私塾學習，師從前島密，及後在前島的推介下到薩摩藩成為講師。一年後，他遇見小松清廉及西郷隆盛，獲得兩人青睞及提擕，遂培育他成為一名軍人。
1867年曾與松方正義一同說服島津久光購入軍艦春日丸，一年後成為春日丸的艦長，同年春日丸於阿波沖海戰中與開陽號並同參與戰爭。及後進入兵庫軍務官，曾任和泉丸艦長、兵部權少丞、兵部少丞，於1871年升為陸軍中佐。1872年，兵部省將軍隊分為陸軍及海軍兩隊，林清康選擇轉投海軍。及後曾到海軍省軍務局勤務和台灣蕃地事務局工作，又先後出任兼水平本部長、海軍省副官兼軍務局長、東海鎮守府副官以及神戸臨時海事事務局長，又曾經參加過佐賀之亂、牡丹社事件和西南戰爭。1880年，因軍功而獲進升為海軍少將。
及後六年間曾出任東海鎮守府司令長官、海軍省副官、規程局長、參事院議官以及元老院議官，1886年1月升為主計總監及會計局長。1889年獲調回前線，復任為少將，並出任海軍將官會議幹事及技術會議議長，一年後進升為中將。在及後四年間，他曾出任橫須賀鎮守府、佐世保鎮守府的司令長官（其中橫鎮為第二次出任），又擔任過海軍大學校校長。1894年編入予備役，一年後在海軍召集下出任吳鎮守府司令長官。
1896年，因為甲午戰爭中有出色的表現而被列入為華族，爵位為男爵，同時改姓「安保」。1906年，編入後備役。
曾與坂本龍馬是好友，是於1867年坂本被暗殺之前曾經與他有來信的人。於11月份開頭，安保曾寫信給坂本，要求他盡快上京，未料竟於11月16日發生近江屋事件，同屋的中岡慎太郎也被暗殺。事後，安保將坂本及中岡的遺體安葬於鹿兒島。

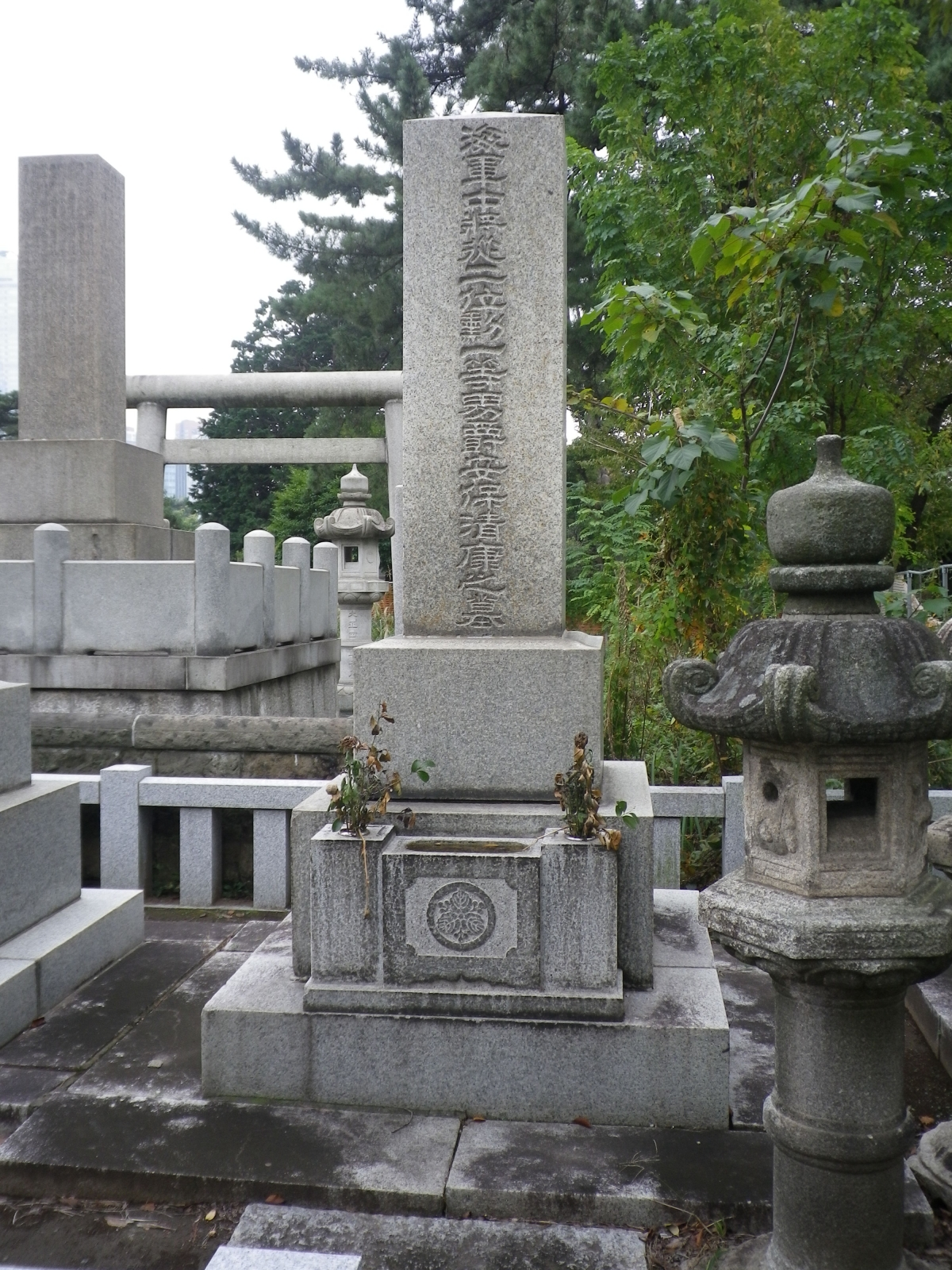
安保清康之墓

1909年10月27日過身，享年六十六歲，死後葬於港區青山靈園。

## 家庭
清康與妻育有一女操子，無子。之後操子嫁給澤野種鐵之子澤野康三郎，同時康三郎成為林家的養子，改名為清種。於清康逝世後，由清種繼承他的爵位。